# Saison 2000-2001 de l'USM Blida
Maillots
Chronologie
Saison précédente Saison suivante
La saison 2000-2001 de l'Union sportive musulmane de Blida est la 16e saison du club en première division du championnat d'Algérie. Le club prend part au championnat d'Algérie et à la Coupe d'Algérie.
Le championnat d'Algérie débute le 7 septembre 2000, avec la première journée de Super Division, pour se terminer le 25 juin 2001 avec la dernière journée de cette même compétition. L'USMB se classe Quatrième du championnat.

## Compétitions

### Championnat

#### Rencontres
Le tableau ci-dessous retrace dans l'ordre chronologique les 35 rencontres officielles jouées par l'USM Blida durant la saison. Le club blidéen participe aux 32 journées du championnat, ainsi qu'à deux rencontres de Coupe d'Algérie. Les buteurs sont accompagnés d'une indication entre parenthèses sur la minute de jeu où est marqué le but et, pour certaines réalisations, sur sa nature (penalty ou contre son camp). Le bilan général de la saison est de 15 victoires, 5 matchs nuls et 12 défaites.
| Date              | J           | Adversaire     | Lieu                                 | Résultat | Buteurs pour l'USMB                                                                        | Références           |
| MATCHS ALLER      |             |                |                                      |          |                                                                                            |                      |
| 7 septembre 2000  | 1re journée | USM Annaba     | Annaba. Stade du 19 mai              | 1-0      | -                                                                                          | [ Rapport match 1 ]  |
| 14 septembre 2000 | 2e journée  | ASM Oran       | Blida. Stade des Frères Brakni.      | 3-1      | Belatoui 24e (csc), Bakir 37e et Zouani 64e                                                | [ Rapport match 2 ]  |
| 21 septembre 2000 | 3e journée  | JS Kabylie     | Tizi-Ouzou, stade du 1er-Novembre    | 2-0      | -                                                                                          | [ Rapport match 3 ]  |
| 16 octobre 2000   | 4e journée  | CS Constantine | Blida. Stade des Frères Brakni.      | 2-0      | Zouani 1re et 2e                                                                           |                      |
| 19 octobre 2000   | 5e journée  | USM Alger      | Alger, Stade Omar Hamadi.            | 2-0      | -                                                                                          | [ Rapport match 4 ]  |
| 26 octobre 2000   | 6e journée  | WA Tlemcen     | Blida, Stade des frères Brakni.      | 7-1      | Zouani 2e, Kherkhache 60e 74e 86e · , Bakir 43e, Khedraoui 45e (csc), de Oliveira (en) 79e | [ Rapport match 5 ]  |
| 2 novembre 2000   | 7e journée  | JSM Bejaia     | Bejaia, Stade de l’Unité maghrébine. | 1-1      | de Oliveira (en) 87e                                                                       | [ Rapport match 6 ]  |
| 9 novembre 2000   | 8e journée  | USM El Harrach | Blida, Stade des Frères Brakni.      | 0-0      | -                                                                                          | [ Rapport match 7 ]  |
| 16 novembre 2000  | 9e journée  | AS Ain M'lila  | Blida, Stade des Frères Brakni.      | 3-1      | Zouani 81e, Kherkhache 9e 88e                                                              | Rapport              |
| 23 novembre 2000  | 10e journée | MC Oran        | Oran. Stade Ahmed Zabana.            | 1-0      | -                                                                                          | [ Rapport match 8 ]  |
| 27 novembre 2000  | 11e journée | MO Constantine | Blida, Stade des Frères Brakni.      | 3-2      | Kherkhache 16e 72e Aït Mokhtar 18e                                                         |                      |
| 30 novembre 2000  | 12e journée | MC Alger       | Alger - Stade du 5-Juillet.          | 2-1      | Tababouchet 46e                                                                            | [ Rapport match 9 ]  |
| 11 décembre 2000  | 13e journée | CA Batna       | Blida, Stade des Frères Brakni       | 1-0      | Zouani 20e                                                                                 | [ Rapport match 10 ] |
| 14 décembre 2000  | 14e journée | ES Sétif       | Sétif, stade du 8 mai 45             | 5-1      | Zouani 6e                                                                                  | [ Rapport match 11 ] |
| 21 décembre 2000  | 15e journée | CR Belouizdad  | Blida, Stade des Frères Brakni.      | 1-0      | Zouani 56e                                                                                 | [ Rapport match 12 ] |
| MATCHS RETOUR     |             |                |                                      |          |                                                                                            |                      |
| 18 janvier 2001   | 16e journée | USM Annaba     | Blida, Stade des Frères Brakni.      | 2-0      | Zouani 44e, Kherkheche 75e                                                                 | [ Rapport match 13 ] |
| 29 janvier 2001   | 17e journée | ASM Oran       | Oran, stade Habib-Bouakeur           | 1-1      | de Oliveira (en) 85e                                                                       | [ Rapport match 14 ] |
| 1er février 2001  | 18e journée | JS Kabylie     | Blida, Stade des Frères Brakni.      | 1-0      | Zouani 88e                                                                                 | [ Rapport match 15 ] |
| 8 février 2001    | 19e journée | CS Constantine | Constantine, Stade Hamlaoui.         | 2-0      | -                                                                                          | [ Rapport match 16 ] |
| 15 février 2001   | 20e journée | USM Alger      | Blida, Stade des Frères-Brakni.      | 1-2      | Galoul 90e (pen.)                                                                          | [ Rapport match 17 ] |
| 19 février 2001   | 21e journée | WA Tlemcen     | Tlemcen, Stade Akid Lotfi.           | 1-1      | Kherkhache 62e                                                                             | [ Rapport match 18 ] |
| 22 février 2001   | 22e journée | JSM Bejaia     | Blida. Stade des Frères Brakni.      | 2-0      | Zouani 41e, Galoul 94e (pen.)                                                              | [ Rapport match 19 ] |
| 16 mars 2001      | 23e journée | USM El Harrach | Hadjout.                             | 0-1      | Tababouchet 81e                                                                            | [ Rapport match 20 ] |
| 20 mars 2001      | 24e journée | AS Ain M'lila  | Aïn M'lila                           | 0-0      | -                                                                                          |                      |
| 9 avril 2001      | 25e journée | MC Oran        | Blida, Stade des Frères-Brakni.      | 3-1      | Aït Mokhtar 40e, Drali 44e, Badache 48e                                                    | [ Rapport match 21 ] |
| 13 avril 2001     | 26e journée | MO Constantine | Constantine, Stade Chahid Hamlaoui.  | 1-0      | -                                                                                          | [ Rapport match 22 ] |
| 17 avril 2001     | 27e journée | MC Alger       | Blida, Stade des Frères-Brakni.      | 3-0      | Kherkhache 7e 92e et Zouani 93e (pen.)                                                     | [ Rapport match 23 ] |
| 7 mai 2001        | 28e journée | CA Batna       | Stade Sefouhi                        | 2-1      | Aoun Seghir 84e                                                                            | [ Rapport match 24 ] |
| 21 mai 2001       | 29e journée | ES Sétif       | Blida, Stade des Frères-Brakni.      | 3-0      | Kherkhache 3e, Badache 24e 53e                                                             | [ Rapport match 25 ] |
| 27 mai 2001       | 30e journée | CR Belouizdad  | Alger, Stade 20 août.                | 1-0      | -                                                                                          | [ Rapport match 26 ] |

#### Classement final
Le classement est établi sur le barème de points suivant : une victoire vaut 3 points, un match nul 1 point et une défaite 0 point.
| Rang | Équipe           | Pts | J  | G  | N  | P  | Bp | Bc | Diff |
| ---- | ---------------- | --- | -- | -- | -- | -- | -- | -- | ---- |
| 1    | CR Belouizdad T  | 62  | 30 | 18 | 8  | 4  | 41 | 21 | +20  |
| 2    | USM Alger C      | 55  | 30 | 15 | 10 | 5  | 51 | 28 | +23  |
| 3    | JS Kabylie       | 52  | 30 | 16 | 4  | 10 | 47 | 28 | +19  |
| 4    | USM Blida        | 47  | 30 | 14 | 5  | 11 | 42 | 30 | +12  |
| 5    | ASM Oran P       | 44  | 30 | 12 | 8  | 10 | 38 | 32 | +6   |
| 6    | USM Annaba       | 42  | 30 | 11 | 9  | 10 | 39 | 33 | +6   |
| 7    | ES Sétif         | 42  | 30 | 11 | 9  | 10 | 42 | 37 | +5   |
| 8    | MC Oran          | 41  | 30 | 12 | 5  | 13 | 30 | 33 | -3   |
| 9    | WA Tlemcen       | 40  | 30 | 12 | 4  | 14 | 32 | 44 | -12  |
| 10   | JSM Béjaïa       | 39  | 30 | 10 | 9  | 11 | 33 | 33 | 0    |
| 11   | MO Constantine   | 39  | 30 | 11 | 6  | 13 | 31 | 33 | -2   |
| 12   | CA Batna         | 39  | 30 | 11 | 6  | 13 | 28 | 36 | -8   |
| 13   | AS Aïn M'lila P  | 37  | 30 | 10 | 7  | 13 | 25 | 37 | -12  |
| 14   | MC Alger         | 36  | 30 | 9  | 9  | 12 | 34 | 43 | -9   |
| 15   | USM El Harrach P | 29  | 30 | 7  | 8  | 15 | 24 | 41 | -17  |
| 16   | CS Constantine P | 19  | 30 | 4  | 7  | 19 | 17 | 45 | -28  |

Résultat
- Qualifié pour la Ligue des champions 2002
- Qualifié pour la Coupe des coupes 2002
- Qualifié pour la Coupe de la CAF 2002

Relégation
- Relégation en Division 2

Abréviations
T : Tenant du titre

C : Vainqueur de la Coupe d'Algérie 2000-2001

P : Promus de Division 2

### Coupe d'Algérie

#### Rencontres
| Date           | Tour          | Adversaire     | Stade (ville)                   | Résultat | Buteurs pour l'USMB | Références           |
| 5 février 2001 | 32e de finale | MO Constantine | Blida - Stade des frères Brakni | 0-0      | (t.a.b 3-2)         | [ Rapport match 27 ] |
| 29 mars 2001   | 16e de finale | JSM Béjaia     | Béjaïa                          | 2-1      | Kherkhache 72e      | [ Rapport match 28 ] |

Le match USMB-MOC a drainé la grande foule. Pratiquant un jeu ouvert et offensif, les deux équipes nous ont gratifiés d’un match plaisant. Le public, connaisseur, a été séduit par le spectacle. Ajoutez à cela le suspense qui a régné tout le long de la rencontre et ce grâce à un football offensif constant.
Les locaux bien préparés physiquement et bien organisés sur le terrain ont dominé la partie. Les visiteurs paraissant timorés surtout en attaque ont subi l’ascendant des Blidéens.
La partie s’est terminée sur le score de (0 à 0). Même scénario pour les prolongations : domination territoriale des Blidéens. Il fallait attendre la série des penalties pour que Blida se qualifie (3 à 2) grâce à son gardien Mphamed Salah Samadi. À signaler le fair-play exemplaire des deux équipes.

## Meilleurs buteurs
| Rang | Joueur              | Cham. | Coupe | Total |
| ---- | ------------------- | ----- | ----- | ----- |
| 1    | Kamel Kherkhache    | 12    | 1     | 13    |
| 2    | Billal Zouani       | 12    | 0     | 12    |
| 3    | de Oliveira (en)    | 3     | 0     | 3     |
| 3    | Mohamed Badache     | 3     | 0     | 3     |
| 3    | Bakir               | 2     | 0     | 2     |
| 3    | Samir Galoul        | 2     | 0     | 2     |
| 3    | Tababouchet         | 2     | 0     | 2     |
| 3    | Mourad Aït Mokhtar  | 2     | 0     | 2     |
| 4    | Mohamed Aoun Seghir | 1     | 0     | 1     |
| 4    | Salim Drali         | 1     | 0     | 1     |
|      | But contre son camp | 2     | 0     | 2     |
|      | Total               | 42    | 1     | 43    |

### Statistiques individuelles
| no | Nat. | Nom                       | Championnat | Championnat | Coupe | Coupe       | Total   | Total       |
| no | Nat. | Nom                       | MJ          | But inscrit | MJ    | But inscrit | MJ      | But inscrit |
| -- | ---- | ------------------------- | ----------- | ----------- | ----- | ----------- | ------- | ----------- |
| -  |      | Billal Zouani             | 22 (22)     | 12          | 1 (1) | 0           | 23 (23) | 12          |
| -  |      | Salah Mohamed Samadi (GB) | 22 (22)     | 0           | 2 (2) | 0           | 24 (24) | 0           |
| -  |      | Billel Harkas             | 22 (22)     | 0           | 2 (2) | 0           | 24 (24) | 0           |
| -  |      | Samir Galoul              | 22 (22)     | 2           | 2 (2) | 0           | 24 (24) | 2           |
| -  |      | Abdennour Krebazza        | 22 (22)     | 0           | 1 (1) | 0           | 23 (23) | 0           |
| -  |      | Kamel Kherkhache          | 21 (21)     | 12          | 2 (2) | 1           | 23 (23) | 13          |
| -  |      | Bakir                     | 21 (19)     | 2           | 2 (2) | 0           | 23 (21) | 2           |
| -  |      | Mohamed Khazrouni         | 21 (21)     | 0           | 1 (1) | 0           | 22 (22) | 0           |
| -  |      | Mourad Aït Mokhtar        | 19 (11)     | 2           | 2 (2) | 0           | 21 (13) | 2           |
| -  |      | de Oliveira (en)          | 17 (17)     | 3           | 2 (2) | 0           | 19 (19) | 3           |
| -  |      | Salim Drali               | 16 (15)     | 1           | 1 (1) | 0           | 17 (16) | 1           |
| -  |      | Briki                     | 11 (10)     | 0           | 1 (1) | 0           | 12 (12) | 0           |
| -  |      | Mohamed Badache           | 14 (5)      | 3           | 0 (0) | 0           | 14 (5)  | 3           |
| -  |      | Daoud Harnane             | 9 (9)       | 0           | 1 (1) | 0           | 10 (10) | 0           |
| -  |      | Djender                   | 5 (5)       | 0           | 1 (1) | 0           | 6 (6)   | 0           |
| -  |      | Mohamed Aoun Seghir       | 7 (6)       | 1           | 1 (0) | 0           | 8 (6)   | 1           |
| -  |      | Ahmed Amrouche            | 6 (5)       | 0           | 0 (0) | 0           | 6 (5)   | 0           |
| -  |      | Zafour                    | 4 (1)       | 0           | 1 (1) | 0           | 5 (2)   | 0           |
| -  |      | Tababouchet               | 4 (3)       | 2           | 0 (0) | 0           | 4 (3)   | 2           |
| -  |      | Bouhelit                  | 3 (1)       | 0           | 0 (0) | 0           | 3 (1)   | 0           |
| -  |      | Manga                     | 2 (1)       | 0           | 0 (0) | 0           | 2 (1)   | 0           |
| -  |      | Zane                      | 2 (1)       | 0           | 0 (0) | 0           | 2 (1)   | 0           |
| -  |      | Baïd                      | 2 (0)       | 0           | 0 (0) | 0           | 2 (0)   | 0           |
| -  |      | Benmelat (GB)             | 2 (2)       | 0           | 0 (0) | 0           | 2 (2)   | 0           |
| -  |      | Mekideche                 | 2 (0)       | 0           | 0 (0) | 0           | 2 (0)   | 0           |
| -  |      | Tizarouine                | 1 (1)       | 0           | 0 (0) | 0           | 1 (1)   | 0           |
| -  |      | Reda Benhadj              | 1 (0)       | 0           | 0 (0) | 0           | 1 (0)   | 0           |
| -  |      | Maâmeri                   | 1 (1)       | 0           | 0 (0) | 0           | 1 (1)   | 0           |
| -  |      | Bezzazi (GB) (Junior)     | 1 (1)       | 0           | 0 (0) | 0           | 1 (1)   | 0           |
| -  |      | Messaoudi (Junior)        | 1 (1)       | 0           | 0 (0) | 0           | 1 (1)   | 0           |
| -  |      | Babi (Junior)             | 1 (1)       | 0           | 0 (0) | 0           | 1 (1)   | 0           |
| -  |      | Khelfaoui (Junior)        | 1 (1)       | 0           | 0 (0) | 0           | 1 (1)   | 0           |
| -  |      | Amari (Junior)            | 1 (1)       | 0           | 0 (0) | 0           | 1 (1)   | 0           |
| -  |      | Chabane (Junior)          | 1 (1)       | 0           | 0 (0) | 0           | 1 (1)   | 0           |
| -  |      | Benchekidja (Junior)      | 1 (1)       | 0           | 0 (0) | 0           | 1 (1)   | 0           |